# Vladimir Petrić
Vladimir Petrić (serbisch-kyrillisch Владимир Петрић; * 5. August 1975 in Valjevo, SFR Jugoslawien) ist ein ehemaliger serbischer Handballspieler, der zumeist auf Rückraum Rechts eingesetzt wurde.

## Karriere
Verein
Der 1,89 m große und 98 kg schwere Linkshänder begann seine Profikarriere beim RK Roter Stern Belgrad, mit dem er 1996, 1997 und 1998 Meister sowie 1995 und 1996 Pokalsieger Jugoslawiens wurde. Im EHF-Europapokal der Pokalsieger 1995/96 unterlag er im Halbfinale dem damaligen spanischen Spitzenklub TEKA Santander. In der EHF Champions League 1996/97, 1997/98 und 1998/99 scheiterte er in der Gruppenphase. 1999 wechselte er zu Fotex Veszprém und gewann die Ungarische NB 1 und den Pokal. In der EHF Champions League 1999/2000 schied er im Viertelfinale knapp gegen Badel Zagreb aus. Ab 2000 lief er für den FC Porto auf und sicherte sich 2002, 2003 und 2004 den Meistertitel. Im EHF-Europapokal der Pokalsieger 2000/01 und 2001/02 gelangte er bis ins Viertelfinale. 2005 wechselte er in die spanische Liga ASOBAL, zunächst für drei Jahre zu BM Almería und anschließend für eine Saison zu BM Cuenca. 2009 kehrte er nach Portugal zurück. Mit Sporting Lissabon blieb er auf nationaler Ebene zwar erfolglos, war aber mit 27 Treffern maßgeblich am Gewinn des EHF Challenge Cup 2009/10 beteiligt. Ein Jahr später erreichte man erneut das Achtelfinale des Wettbewerbs. Seit 2011 spielt er für den mazedonischen Rekordmeister RK Vardar Skopje, mit dem er 2012 den Pokal und 2013 die Meisterschaft gewann. International konnte er sich mit Vardar von Jahr zu Jahr steigern. Im EHF-Pokal 2011/12 unterlag man bereits in der zweiten Runde dem HRK Izviđač. Im EHF Europa Pokal 2012/13 kam der SC Magdeburg aufgrund eines mehr geworfenen Tores in der Addition in die Gruppenphase. Für Aufsehen sorgte Petrić mit Vardar in der EHF Champions League 2013/14, als er nach einem 28:28 zuhause im Rückspiel den amtierenden Champions-League-Sieger HSV Hamburg in Hamburg mit 30:29 besiegte und ins Viertelfinale einzog. Dort unterlag er der SG Flensburg-Handewitt aufgrund der Auswärtstorregel. 2014 und 2015 gewann er den mazedonischen Pokal, 2015 die mazedonische Meisterschaft sowie 2014 die SEHA-Liga. Im Jahr 2015 beendete er seine Karriere.
Nationalmannschaft
Vladimir Petrić spielte er für die Nationalmannschaft der Bundesrepublik Jugoslawien. Bei der Weltmeisterschaft 1999 gewann er die Bronzemedaille. Bei der Europameisterschaft 1998 wurde er Fünfter, 2002 nur Zehnter. Bei der Weltmeisterschaft 2003 belegte er den achten Rang. Mit der Serbisch-montenegrinischen Nationalmannschaft wurde er bei der Weltmeisterschaft 2005 erneut Fünfter und bei der Europameisterschaft 2006 Neunter. Anschließend lief er noch für Serbien auf.

## Privates
Sein Sohn Stefan spielt ebenfalls Handball.